# Hailey Duke
Pour les articles homonymes, voir Duke.
Hailey Duke est une skieuse alpine américaine, née le 17 septembre 1985 à Sun Valley.

## Biographie
Elle apprend à skier à l'âge de deux ans à Sun Valley. En tant qu'adolescente, elle est active dans le taekwondo avant de concentrer sur le ski. Elle fait ses débuts dans les courses FIS en 2000.
Elle démarre en Coupe du monde en novembre 2007 à Panorama. Elle marque ses premiers points en novembre 2008 au slalom d'Aspen (21e). Deux semaines plus tard, elle se classe huitième du slalom de Semmering et enregistre le meilleur résultat de sa carrière.
Elle est sélectionnée pour les Championnats du monde 2009 où elle est 41e du slalom et pour les Jeux olympiques d'hiver de 2010, où elle 30e du slalom. En février 2013, elle se fait opérer pour une tumeur au cerveau, qui lui apporte beaucoup de fatigue. Elle concourt aussi aux Championnats du monde 2015, où elle termine 28e du slalom. 2015 est aussi sa dernière année en compétition.
Elle compte aussi trois victoires en Coupe d'Europe.

## Palmarès

### Jeux olympiques
| Épreuve / Édition | Vancouver 2010 |
| Slalom            | 30e            |

### Championnats du monde
| Épreuve / Édition | Val d'Isère 2009 | Beaver Creek 2015 |
| Slalom            | 41e              | 28e               |

### Coupe du monde
- Meilleur classement général : 77e en 2009.
- Meilleur résultat : 8e.

#### Classements en Coupe du monde
| Année/Classement | Année/Classement | Général | Général | Slalom | Slalom |
| ---------------- | ---------------- | ------- | ------- | ------ | ------ |
| Année/Classement | Année/Classement | Class.  | Points  | Class. | Points |
| 2009             | 2009             | 77e     | 56      | 27e    | 56     |
| 2010             | 2010             | 113e    | 14      | 47e    | 14     |

### Coupe nord-américaine
- 3 victoires.

### Coupe d'Europe
6 podiums, dont 3 victoires.